# Ålesund
Ålesund (AFI: [²oːləsʉn], ) è un comune e una città della Norvegia nella contea di Møre og Romsdal. Situato 236 km a nord di Bergen, il centro abitato di Ålesund si sviluppa su alcune isole, le principali sono Hessa ad ovest, Aspøy in posizione centrale e Nørvøy la più orientale. Il centro della città è attraversato dall'Ålesundet, lo stretto che separa le isole di Aspøy e Nørvøy.
Dal 1º gennaio 2020 il territorio comunale si è ampiamente espanso in seguito all'incorporazione degli ex comuni di Haram, Sandøy, Skodje e Ørskog. Ha ricevuto lo status di città nel 1848.
La cittadina è rinomata per la concentrazione di edifici in Jugendstil, o Art Nouveau.

## Geografia fisica
Nella parte settentrionale il territorio comunale è caratterizzato da un'ampia penisola che si estende verso occidente trasversalmente tagliata da due profondi fiordi, il Grytafjorden e il Midfjorden, in quest'area si trovano numerosi rilievi, la massima altitudine di quest'area si raggiunge nella parte più interna e orientale, quasi al confine con il comune di Vestnes, ed è il monte Blåskjerdingen (1 061 m s.l.m.). Il punto più elevato del territorio comunale si trova invece più a sud, sempre nella parte interna ed è il monte Lauparen (1 434 m s.l.m.).
Le isole sono più pianeggianti, la massima altitudine sono i 492 m raggiunti sull'isola di Skuløya, le acque che circondano le isole sono caratterizzate da numerosi affioramenti e scogli, molti sono infatti i fari.
Il nucleo abitato tradizionale di Ålesund si snoda su alcune isole situate all'imboccatura del sistema di fiordi della regione di Sunnmøre, le isole principali sono Hessa (circa 4 km²), Aspøya (0,5 km²), Nørvøy (5 km²) e Uksenøya, più a sud le due isole minori di Tørla (1,5 km²) e Humla (0,9 km²) situate nello Åsefjorden. A nord della città si trova l'isola di Ellingsøya (28 km²).
Il 68% (dato del 2018) della popolazione del comune risiede nella città di Ålesund. Altri insediamenti si trovano sull'isola di Ellingsøya: Hoffland, Myklebost e Årset. Nel territorio dell'ex comune di Skodje: Skodje e Valle. Altri centri abitati sono Brattvåg, Austnes, Vatne, Søvik, Sjøholt e Steinshamn (sull'isola di Sandøy).

### Clima
Ålesund ha un clima marittimo con inverni non propriamente freddi, per la latitudine, ma ventosi.
| Dati meteo          | Mesi | Mesi | Mesi | Mesi | Mesi | Mesi | Mesi | Mesi | Mesi | Mesi | Mesi | Mesi | Stagioni | Stagioni | Stagioni | Stagioni | Anno  |
| Dati meteo          | Gen  | Feb  | Mar  | Apr  | Mag  | Giu  | Lug  | Ago  | Set  | Ott  | Nov  | Dic  | Inv      | Pri      | Est      | Aut      | Anno  |
| ------------------- | ---- | ---- | ---- | ---- | ---- | ---- | ---- | ---- | ---- | ---- | ---- | ---- | -------- | -------- | -------- | -------- | ----- |
| T. max. media (°C)  | 4    | 4    | 5    | 8    | 11   | 13   | 16   | 16   | 14   | 10   | 7    | 5    | 4,3      | 8        | 15       | 10,3     | 9,4   |
| T. media (°C)       | 2,8  | 2,3  | 3,4  | 5,7  | 8,9  | 11,2 | 13,6 | 14,0 | 11,8 | 8,4  | 5,4  | 3,4  | 2,8      | 6,0      | 12,9     | 8,5      | 7,6   |
| T. min. media (°C)  | 1    | 1    | 2    | 3    | 6    | 9    | 12   | 12   | 10   | 7    | 4    | 2    | 1,3      | 3,7      | 11       | 7        | 5,8   |
| Precipitazioni (mm) | 120  | 100  | 100  | 75   | 55   | 65   | 85   | 105  | 175  | 170  | 160  | 160  | 380      | 230      | 255      | 505      | 1 370 |

## Storia
Ritrovamenti archeologici datano i primi insediamenti nell'area intorno a 9000 anni fa. La prima citazione dei luoghi è nelle saghe di Snorri Sturluson, nell'area vengono infatti collocate alcune delle vicende della fuga del 1028 di Olaf II di Norvegia dalle truppe di Håkon Eiriksson, all'epoca conte di Lade.
In epoca medievale la località di Borglund, situata a sud dell'isola di Nørvøy, era un importante mercato e il principale centro religioso tra Bergen e Nidaros, l'attuale Trondheim. L'importanza del luogo decadde in seguito alla peste e al cambio di rotte della Lega Anseatica a favore di Bergen. I numerosi ritrovamenti archeologici si trovano presso il Sunnmøre Museum situato nell'area.
Solo nel XVIII secolo ripresero le attività commerciali ripresero e al centro abitato nello stretto tra Aspøya and Nørvøya vennero concessi i diritti di dazio, la nomina a città è del 1837 e il diritto di mercato arrivò nel 1848. Il successivo sviluppo della città è legato allo sviluppo della pesca e alla lavorazione ed esportazione del pescato. 
Nelle prime ore del mattino del 23 gennaio 1904 un devastante incendio distrusse l'intero centro cittadino, furono distrutti 850 edifici, ci fu una sola vittima ma i senzatetto furono oltre diecimila.
L'imperatore Guglielmo II di Germania, che era solito andare in vacanza nel Sunnmøre, inviò quattro navi cariche di aiuti per la città. Ålesund venne interamente ricostruita in stile Art Nouveau da architetti e maestranze norvegesi che si ispirarono allo stile europeo, soprattutto di Germania, Scozia, Francia e Spagna. La ricostruzione venne effettuata in pietra e mattoni, almeno per il suo nucleo centrale, onde limitare ulteriori incendi, la supervisione della ricostruzione venne assegnata all'architetto norvegese Henrik Nissen.
Ålesund è uno dei porti pescherecci più attivi della Norvegia. 
È il centro più importante del distretto di Sunnmøre e durante gli anni cinquanta e sessanta era uno dei centri più importanti per la pesca dell'aringa. Tuttavia Ålesund viene riconosciuta ancora oggi come la capitale norvegese del pesce.

## Infrastrutture e trasporti

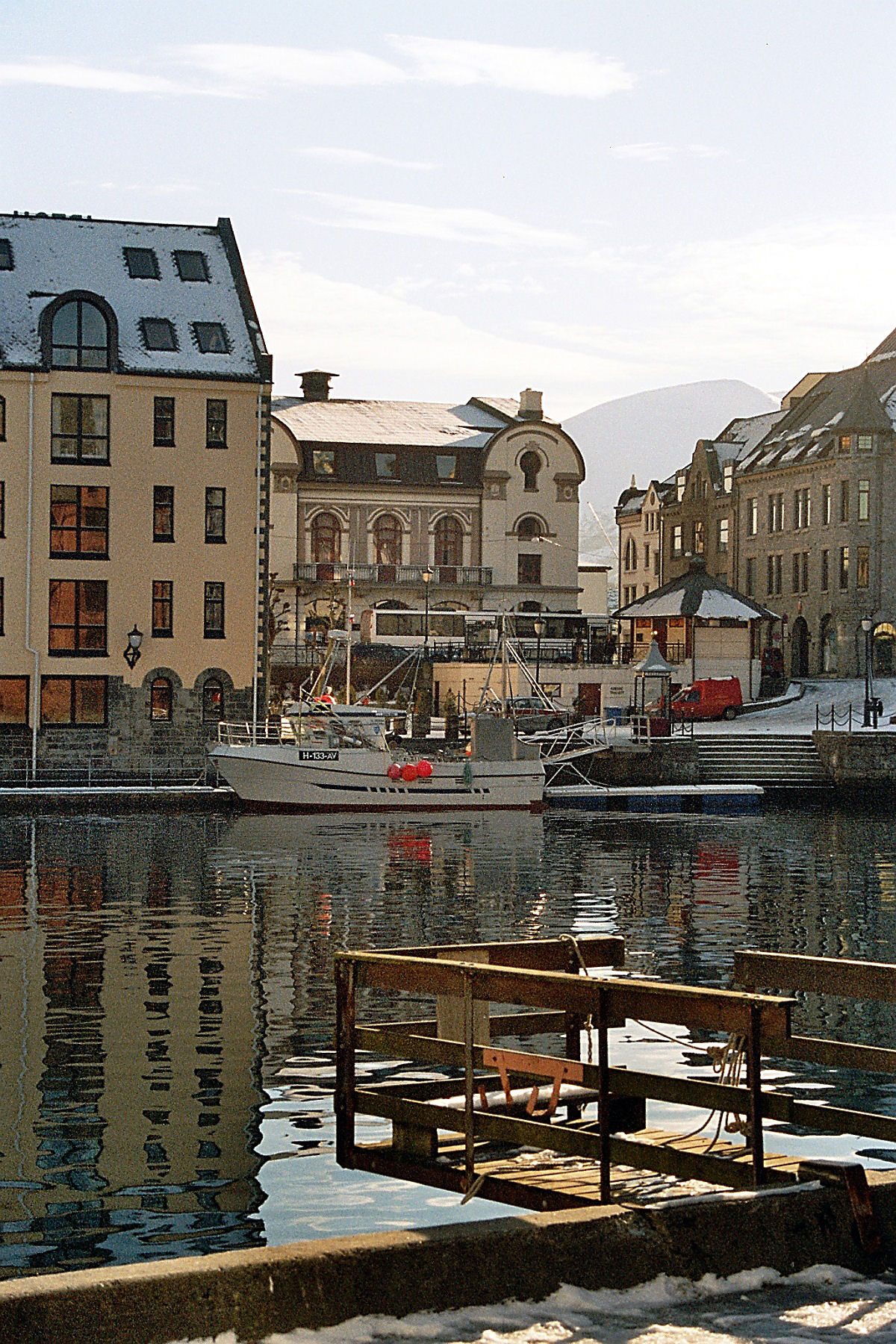
Il porto interno in inverno

### Collegamenti marittimi
Il suo porto ha collegamenti navali sia nazionali (con Bergen, Trondheim) sia internazionali (con Newcastle upon Tyne e Amburgo). Inoltre Ålesund è una delle tappe del battello postale Hurtigruten.

### Collegamenti aerei
L'Aeroporto di Ålesund-Vigra, situato a circa 20 km dal centro, collega Ålesund con le maggiori città norvegesi oltre che con Londra e Copenaghen. Inoltre è punto di partenza di voli charter verso Mosca-SVO, Riga e destinazioni turistiche in Grecia, Spagna, Tunisia e Turchia.

## Sport

### Calcio
La squadra principale della città è l'Aalesunds Fotballklubb.

## Amministrazione

### Gemellaggi
- Randers,  Danimarca, dal 1947
- Västerås,  Svezia, dal 1947
- Lahti,  Finlandia, dal 1947
- Akureyri,  Islanda, dal 1949
- Peterhead,  Regno Unito, dal 1967
- Borgo a Mozzano,  Italia, dal 1979
- Tacoma,  Stati Uniti, dal 1986

## Galleria d'immagini

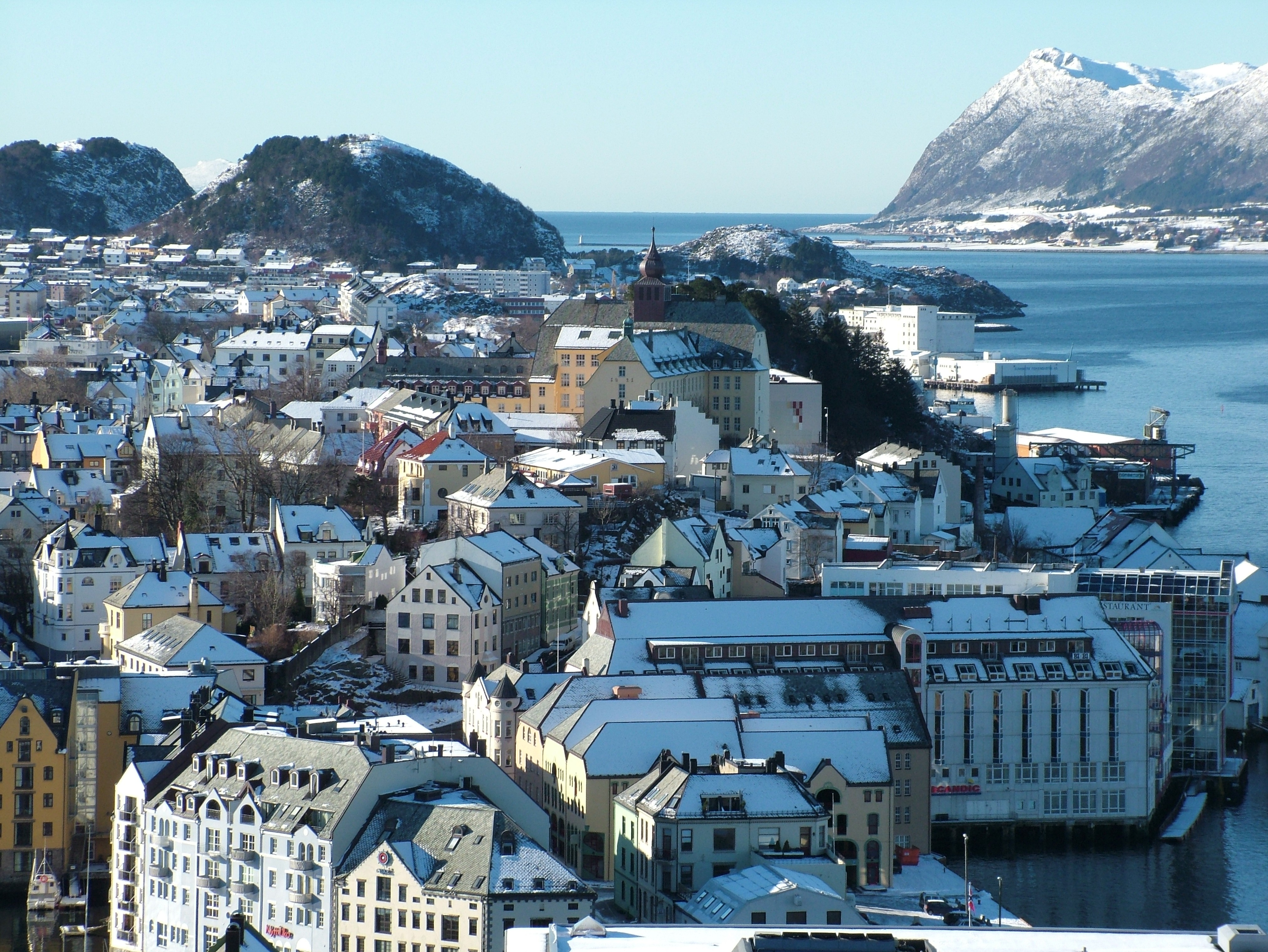
La città in inverno
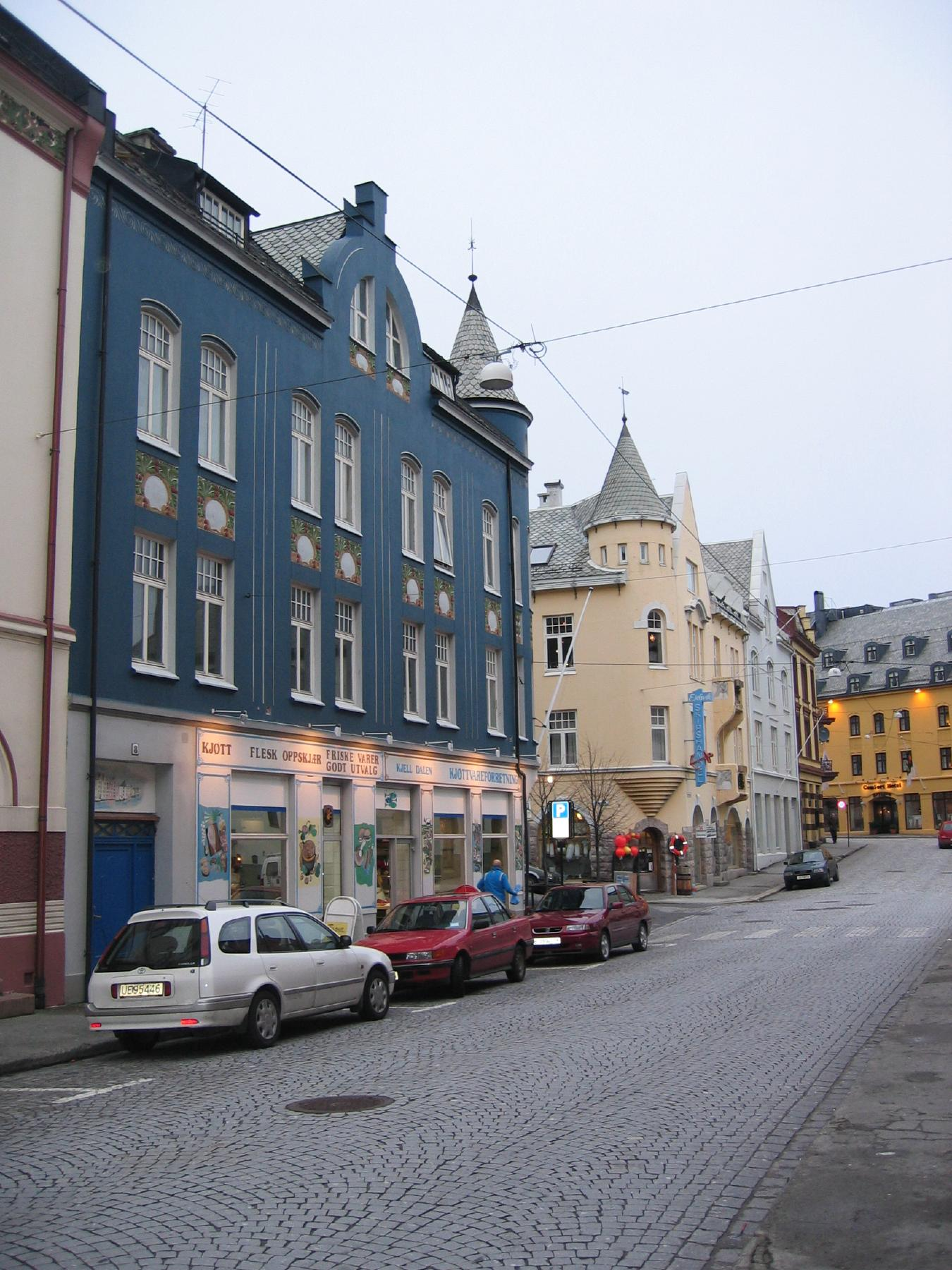
Una via della città
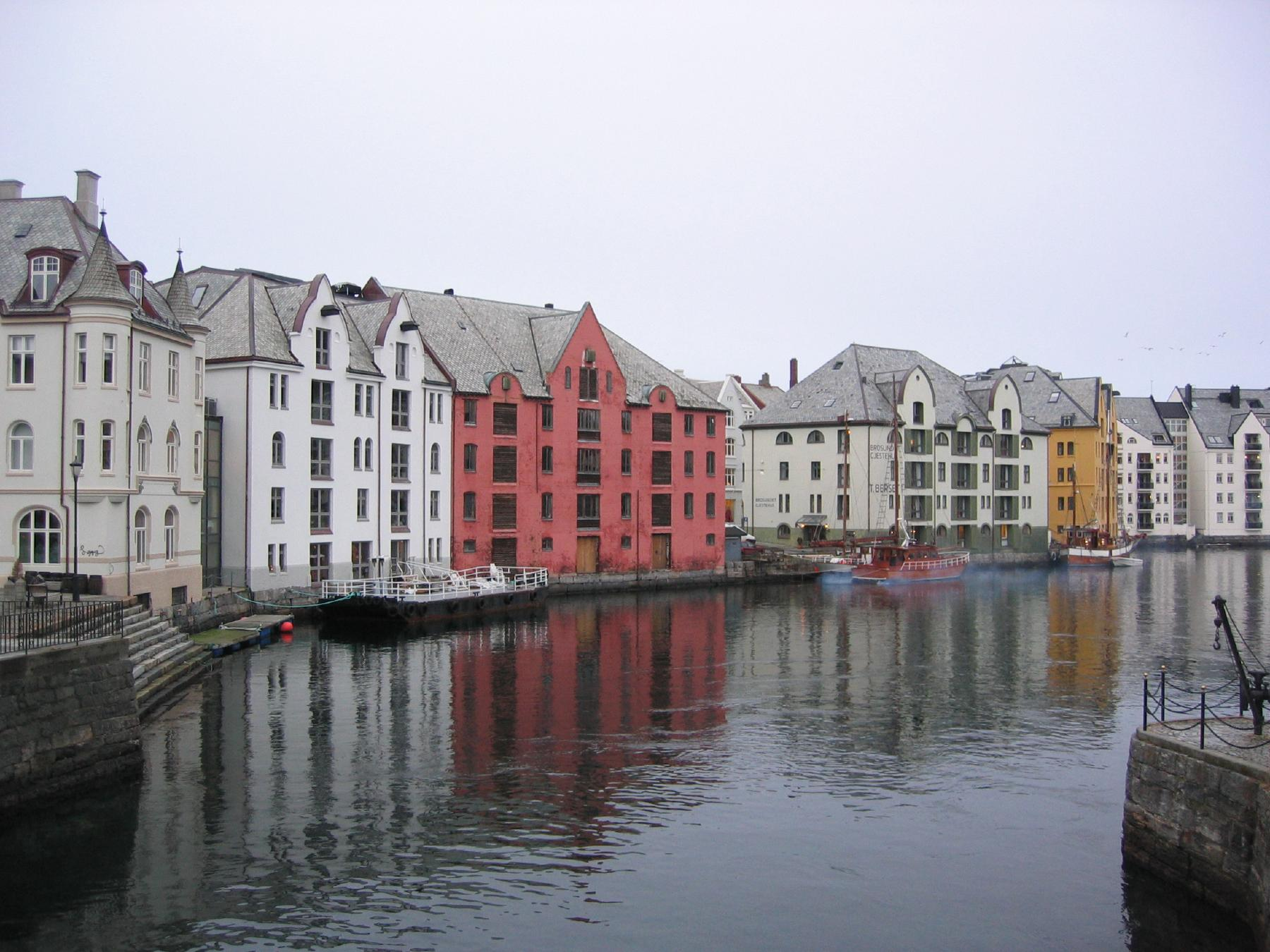
Un canale di Ålesund
Porto